# Klasztor św. Dionizego
Klasztor św. Dionizego, Dionisiu (grec.: Μονή Διονυσίου) – jeden z klasztorów na Górze Athos, położony w północno-zachodniej części półwyspu. Zajmuje piąte miejsce w atoskiej hierarchii. Założony został w XIV wieku przez Dionizego z Korisos i nazwany został od jego imienia. 
Poświęcony został Janowi Chrzcicielowi. Z klasztoru wyszło wielu znanych ascetów i teologów.

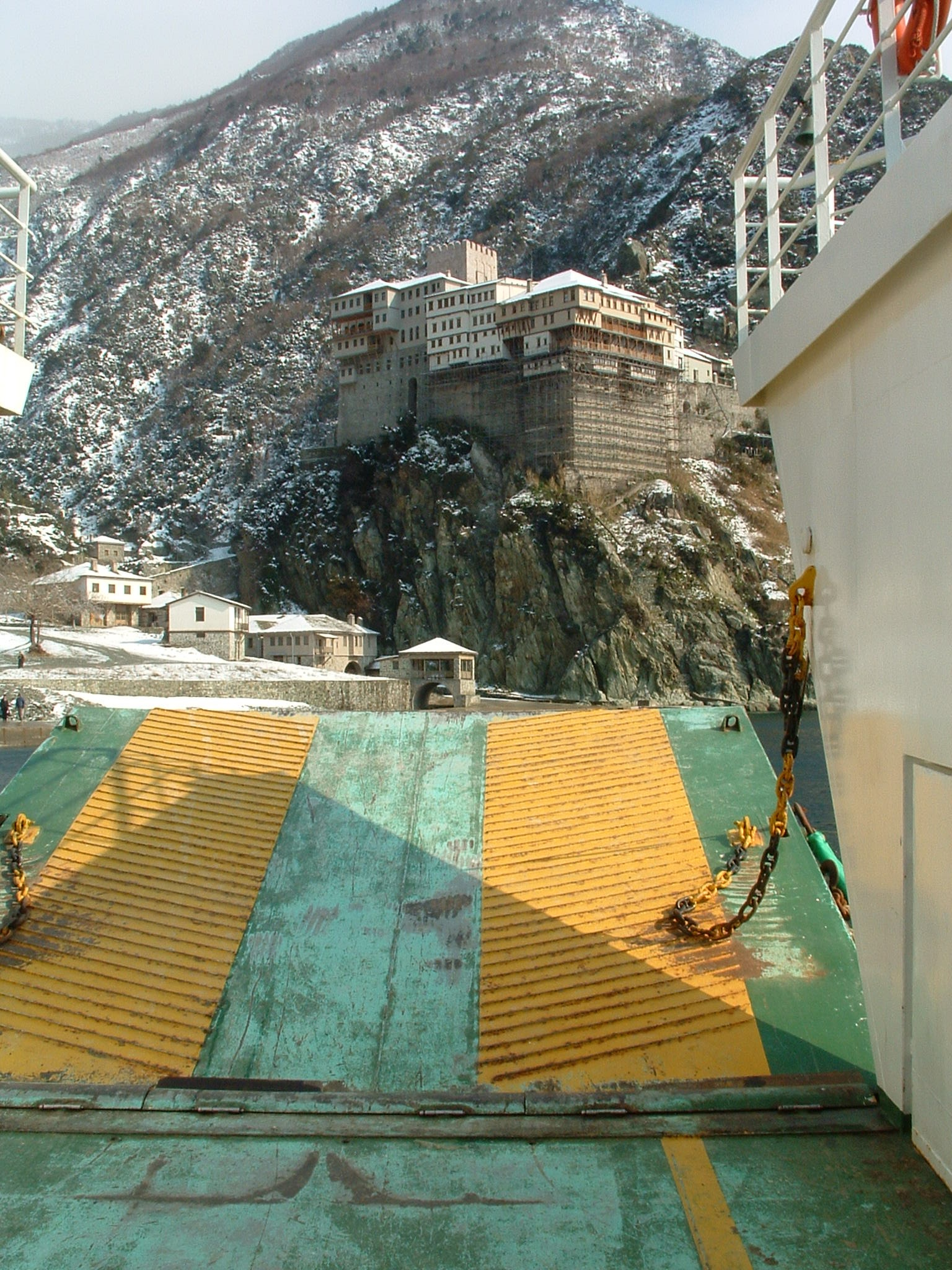
Klasztor św. Dionizego widziany od morza

W klasztorze mieszka dziś około 50 mnichów.
Biblioteka mieści 804 rękopisów i ponad 4 000 drukowanych ksiąg. Wiele rękopisów pochodzi z XI wieku. Najstarszy z IX wieku (kodeks 045). 

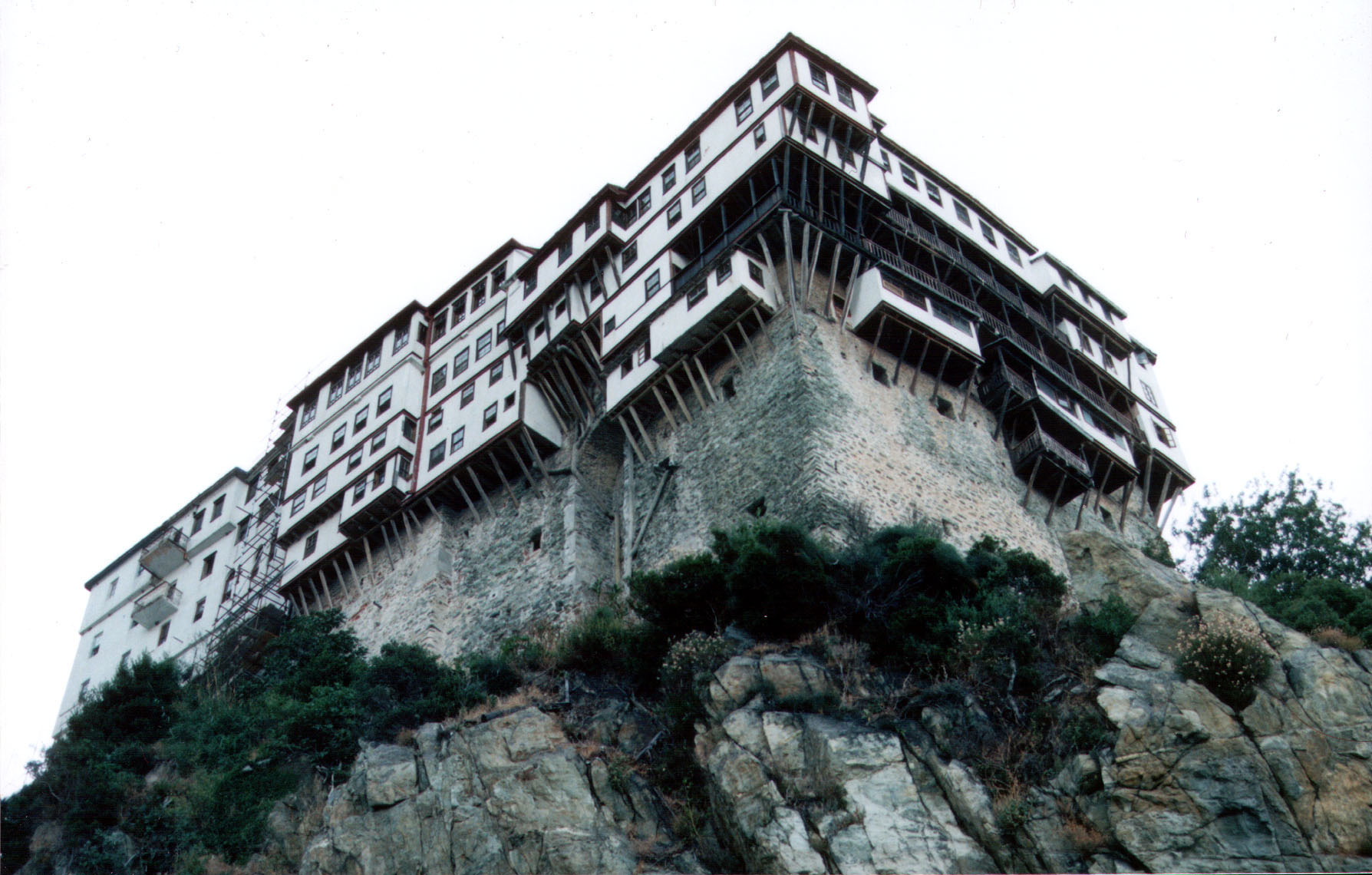
Klasztor św. Dionizego

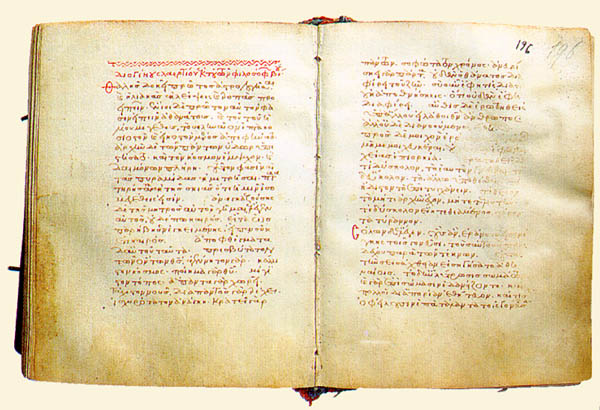
Klasztor św. Dionizosa, codex 90, z XIII wieku, zawiera tekst Herodota